# James Avery
James Avery, född 27 november 1945 i Atlantic City, New Jersey, död 31 december 2013 i Glendale, Kalifornien, var en amerikansk skådespelare, röstskådespelare och poet. Han är mest känd för sin roll som Uncle Phil (Pappan) i den familj Will Smith bor hos i tv-serien The Fresh Prince i Bel Air. Avery medverkade även i en mängd andra tv-serier, bland annat CSI, Förhäxad, Dharma & Greg, The Closer, Star Trek: Enterprise och That 70s show. Han arbetade även som röstskådespelare, bland annat som Shredders engelskspråkiga röst i Teenage Mutant Ninja Turtles från 1987.
År 1988 gifte sig Avery med sin maka Barbara. Han hade inga biologiska barn, men var en styvfar till Barbaras son, Kevin Waters.
Den 31 december 2013 dog Avery vid 68 års ålder av komplikationer efter öppen hjärtkirurgi.

## TV-serier och filmer (i urval)
- 1985 - Mot rymden (miniserie)
- 1987-1992 : Teenage Mutant Ninja Turtles - Shredder[4], Shibano Sama[5]
- 1988 – Nu är det kört
- 1988 – Skönheten och odjuret (TV-serie) (4 avsnitt)
- 1990–1996 – The Fresh Prince i Bel Air (TV-serie)
- 2001 – Legenden om Tarzan (TV-serie) (röst)
- 2004 – That '70s Show (TV-serie) (3 avsnitt)
- 2014 – Wish I Was Here

### Fotnoter
1. ↑  ”James Avery död”. Aftonbladet. 1 januari 2014. http://www.aftonbladet.se/nojesbladet/article18108363.ab. Läst 1 januari 2014.
2. ↑  Vena, Jocelyn. ”'Fresh Prince' Co-Stars Remember James Avery” (på engelska). MTV News. Arkiverad från originalet den 21 maj 2022. https://web.archive.org/web/20220521072353/http://www.mtv.com/news/1719768/james-avery-death-reaction/. Läst 15 augusti 2020.
3. ↑  News, A. B. C.. ”'Fresh Prince' Star James Avery Died at 68” (på engelska). ABC News. https://abcnews.go.com/Entertainment/fresh-prince-star-james-avery-died-68/story?id=21391201. Läst 15 augusti 2020.
4. ↑  ”TMNT Voice Cast” (på engelska). Technodrome. http://www.thetechnodrome.com/voices.shtml. Läst 25 februari 2012.
5. ↑  ”TV Com”. http://www.tv.com/shows/teenage-mutant-ninja-turtles-season-7/cast/2. Läst 26 februari 2012.[död länk]